# Den červené ruky

Symbol Dne červené ruky

Den červené ruky je mezinárodní svátek, který je stanoven na 12. února a slouží jako připomínka dětí zatažených do ozbrojených konfliktů a porušování jejich základních lidských práv. Červené ruce se staly symbolem solidarity s dětmi unesenými z domovů a naverbovanými do armády, kterých je na světě podle odhadů nejméně 300 000. Mezinárodní den byl vyhlášen roku 2002 nevládní organizací International Coalition to Stop the Use of Child Soldiers. Koná se každoročně u příležitosti výročí 12. února 2002, kdy vstoupil v platnost Opční protokol o zatažení dětí do ozbrojených konfliktů (OPAC), přijatý Valným shromážděním OSN v roce 2000. Do této akce se každoročně zapojují lidé ve více než stovce zemí po celém světě, kteří otiskují červeně nabarvené ruce na papír nebo plátno jako výzvu politikům, aby zamezili využívání nezletilých osob v ozbrojených silách. Program na záchranu dětských vojáků je shrnut ve zkratce DDR: demilitarizace, demobilizace, reintegrace.